# 社群讯号
社群讯号（Social Signal）为现今搜索引擎Google及Bing排名上重要的要素之一。其来源可能来自用户于Facebook、Twitter、Google+或是其他社群及社会化媒体网站上所分享的网站链结，其后社群中其他用户对于此网站链结 [社群讯号在搜索结果的呈现] 的动作，都有可能是造成社群讯号的因子。谷歌在+1钮上线的时候曾在官方博客表示：「我们也开始将『+1』以及其他的社群讯号（这里指的是Facebook跟Twitter）作为众多决定页面相关性及排名的讯号之一。对于『+1』来说，正如过往任何新的排名讯号一般，我们也会随时注意并调整它们对于搜索品质的影响。」

## 社群讯号跟PostRank
过去谷歌依据网站的反向链结提出了PageRank作为搜索排名的参考指标，但是长期下来许多搜索引擎优化黑帽操作者依据这个「合理的疏失」大量建立反向链结及垃圾内容，造成垃圾搜索结果占据了搜索结果的前页，让谷歌的搜寻可信度大幅下降。针对这样的结果，谷歌除进行了熊猫更新（Google Panda Update）之外，还提出了新的排名参考指标：PostRank （页面存档备份，存于），而PostRank的主要参考因子，即是网民在社群网站上对特定网址进行的社群活动。也就是说，搜索结果可能会依据每个人社交关系的不同，而有不同的搜寻结果；就算在社群中没有推荐过查询关键字的链结，搜寻结果也可能会因被分享的次数或是其他社群讯号影响而有所不同。

## 社群讯号对搜索引擎影响在中国的发展
由于Facebook、Twitter及Google+在中国并无法正常的使用，目前最被关注的社会化媒体新浪微博及腾讯微博，其中新浪微博并没有直接对应的搜索引擎，而腾讯微博有搜搜作为对应。但是未来各大搜寻引擎（如百度）是否会参照国外搜寻引擎的演算法，将社群讯号列为搜索排名的依据之一，这个演进是值得被关注的。